# Monthly Review

Monthly Review est un mensuel socialiste publié aux États-Unis. 
La revue existe depuis 1949. Elle paraît 11 fois par an. D'orientation marxiste, elle n'a jamais été liée à un État, et a une analyse plus historique et philosophique que « politicienne ». 
C'est dans le premier numéro de Monthly Review qu'Albert Einstein a écrit son célèbre essai Pourquoi le socialisme ? en mai 1949.